# Tacuhara Motoo
Tacuhara Motoo (Tokió, 1913. január 14. – 1984. november ?) japán válogatott labdarúgó.
A japán válogatott tagjaként részt vett az 1936. évi nyári olimpiai játékokon.

## Statisztika
| Japán válogatott | Japán válogatott | Japán válogatott |
| Időszak          | Mérk.            | gól              |
| ---------------- | ---------------- | ---------------- |
| 1934             | 2                | 0                |
| 1935             | 0                | 0                |
| 1936             | 2                | 0                |
| Összesen         | 4                | 0                |